# Саут-Гановер Тауншип (округ Дофін, Пенсільванія)
Саут-Гановер Тауншип (англ. South Hanover Township) — селище (англ. township) в США, в окрузі Дофін штату Пенсільванія. Населення — 7209 осіб (2020).

## Демографія
Згідно з переписом 2010 року, у селищі мешкало 6248 осіб у 2351 домогосподарстві у складі 1744 родин. Було 2527 помешкань
Расовий склад населення:
| - 91,6 % — білих - 3,4 % — азіатів - 2,6 % — чорних або афроамериканців - 0,1 % — корінних американців |

До двох чи більше рас належало 1,7 %. Частка іспаномовних становила 2,3 % від усіх жителів.
За віковим діапазоном населення розподілялося таким чином: 25,4 % — особи молодші 18 років, 63,1 % — особи у віці 18—64 років, 11,5 % — особи у віці 65 років та старші. Медіана віку мешканця становила 40,8 року. На 100 осіб жіночої статі у селищі припадало 96,7 чоловіків;  на 100 жінок у віці від 18 років та старших — 95,8 чоловіків також старших 18 років.
Середній дохід на одне домашнє господарство  становив 107 167 доларів США (медіана — 81 347), а середній дохід на одну сім'ю — 113 374 долари (медіана — 92 969). Медіана доходів становила 60 224 долари для чоловіків та 55 488 доларів для жінок. За межею бідності перебувало 6,6 % осіб, у тому числі 7,4 % дітей у віці до 18 років та 1,5 % осіб у віці 65 років та старших.
Цивільне працевлаштоване населення становило 3360 осіб. Основні галузі зайнятості: освіта, охорона здоров'я та соціальна допомога — 34,4 %, мистецтво, розваги та відпочинок — 11,2 %, науковці, спеціалісти, менеджери — 10,6 %.